# Stigmatogobius
A Stigmatogobius a csontos halak (Osteichthyes) főosztályának a sugarasúszójú halak (Actinopterygii) osztályába, ezen belül a sügéralakúak (Perciformes) rendjébe, a gébfélék (Gobiidae) családjába és a Gobionellinae alcsaládjába tartozó nem.

## Rendszerezés
A nembe az alábbi 7 faj tartozik:
- Stigmatogobius borneensis (Bleeker, 1850)
- Stigmatogobius elegans Larson, 2005
- Stigmatogobius minima (Hora, 1923)
- Stigmatogobius pleurostigma (Bleeker, 1849) - típusfaj
- Stigmatogobius sadanundio (Hamilton, 1822)
- Stigmatogobius sella (Steindachner, 1881)
- Stigmatogobius signifer Larson, 2005